# Doa dora
Doa dora is een vlinder uit de familie van de Doidae. De wetenschappelijke naam van de soort is voor het eerst geldig gepubliceerd in 1894 door Neumoegen & Dyar.